# Moravský Krumlov
Moravský Krumlov (in tedesco Mährisch Kromau) è una città della Repubblica Ceca, in Moravia Meridionale.